# Generator (альбом Bad Religion)
Generator — шестой студийный альбом панк рок группы Bad Religion. Завершённый весной 1991 года, альбом был выпущен только в 1992 году. Причиной этому послужило то, что Bad Religion не были довольны оформлением и упаковкой. Generator был первым альбомом с Бобби Шрейером в роли барабанщика, который заменил Пита Файнстоуна во время тура Against the Grain.
Generator включает некоторые любимые фанатами песни, а также те, что закрепились за живыми выступлениями, например, «Generator», «No Direction», «Heaven Is Falling», «Atomic Garden», и «The Answer». Альбом также был поддержан первым видеоклипом Bad Religion, который был записан на песню «Atomic Garden».

## Производство и продвижение
Generator отметил переход в стиле написания песен группы. Хотя многие песни все ещё придерживаются их корней хардкор-панка («Generator», «Tomorrow», «Fertile Crescent»), некоторые имеют более медленное звучание («Two Babies In The Dark», «The Answer»), более экспериментальное («Atomic Garden»). Период этих экспериментов со стилем продлился также со следующим альбомом 1993 года, Recipe fore Hate.
Записывающие сессии для Generator начались в конце 1990-начале 1991 года. После того как Шрейер присоединился к Bad Religion в апреле 1991 года, группа сразу начала тур Against the Grain. Предполагая выпуск на середину-конец 1991 года, группа записалась на студии Westbeach Recorders в Голливуде, Калифорния в мае того же года.
Generator был записан почти вживую на студии, поскольку в то же время Бретт Гуревич переместил Westbeach Recorders в большее помещение, что позволило всей группе играть на студии одновременно. Он отметил это как «время перемен».

## Переиздание
Вместе с первыми пятью альбомами группы (исключая Into the Unknown), Epitaph Records выпустила перезаписанную версию Generator 6 апреля 2004 года, вместе с двумя эксклюзивными песнями, которые были взяты с "7 EP-сплит с Ноамом Хомским выпущенный Maximum Rock’N’Roll в 1991 году. Эти версии записывались с Файнстоуном в роли барабанщика.

## Принятие
| Оценки критиков               | Оценки критиков                                                          |
| Источник                      | Оценка                                                                   |
| ----------------------------- | ------------------------------------------------------------------------ |
| AllMusic                      | 3 из 5 звёзд · 3 из 5 звёзд · 3 из 5 звёзд · 3 из 5 звёзд · 3 из 5 звёзд |
| Роберт Кристгау               | [ 5 ]                                                                    |
| Encyclopedia of Popular Music | [ 6 ]                                                                    |
| PopMatters                    | (favorable)                                                              |
| Spin Alternative Record Guide | 6/10                                                                     |

Согласно сайту Bad Religion, сбыто 100.000 копий альбома. К апрелю 1992 года Generator был продан в количестве приблизительно 85.000 копий, что сделало этот альбом вторым по продаваемости в то время (предыдущий альбом, Against the Grain был продан в количестве 90.000 копий, в то время как Suffer и No Control были проданы приблизительно по 88.000 и 80.000 копий, соответственно.
В октябре 2011 года альбом попал на третью позиции в топ-10 гитарных альбомов 1992 года по версии Guitar World.

## Список песен
| №   | Название                 | Автор(ы) | Длительность |
| --- | ------------------------ | -------- | ------------ |
| 1.  | «Generator»              | Гуревич  | 3:21         |
| 2.  | «Too Much to Ask»        | Граффин  | 2:45         |
| 3.  | «No Direction»           | Граффин  | 3:14         |
| 4.  | «Tomorrow»               | Граффин  | 1:56         |
| 5.  | «Two Babies in the Dark» | Гуревич  | 2:25         |
| 6.  | «Heaven Is Falling»      | Гуревич  | 2:04         |
| 7.  | «Atomic Garden»          | Гуревич  | 3:10         |
| 8.  | «The Answer»             | Граффин  | 3:21         |
| 9.  | «Fertile Crescent»       | Граффин  | 2:08         |
| 10. | «Chimaera»               | Граффин  | 2:28         |
| 11. | «Only Entertainment»     | Граффин  | 3:12         |

### Дополнительные песни переиздания
| №   | Название            | Автор(ы) | Длительность |
| --- | ------------------- | -------- | ------------ |
| 12. | «Fertile Crescent»  | Граффин  | 2:18         |
| 13. | «Heaven Is Falling» | Гуревич  | 2:18         |

- Предшествуя записи альбома, эти песни были частью "7 EP-сплита с Ноамом Хомским, выпущенный Maximum Rock’N’Roll как часть протеста против войны в Персидском заливе.

## Участники
- Грег Граффин — вокал
- Грег Хетсон — гитара
- Бретт Гуревич — гитара, бэк-вокал, инженер
- Джей Бентли — бас-гитара, бэк-вокал
- Бобби Шрейер — барабаны, перкуссия
- Пит Файнстоун — барабаны, перкуссия в песнях 12 и 13
- Доннелл Кэмерон — инженер
- Джо Пецерилло — помощник инженера
- Эдди Шрейер — мастеринг
- Норман Мур — арт-директор, фотография
- Братья Дуглас — фотография
- Мерлин Розенберг — фотография
- Гор Вербински — фотография